# Phyllis Joyce McClean Punnett
Phyllis Joyce McClean Punnett (17 tháng 3 năm 1917 - 12 tháng 10 năm 2004) là một nhạc sĩ và nhà văn nổi tiếng với việc viết lời bài hát "Saint Vincent, Land so beautiful", quốc ca của Saint Vincent và Grenadines năm 1967.